# Pro League 2015-16
La temporada 2015-16 fue la 113.ª temporada de la Primera División de Bélgica la máxima categoría del fútbol profesional en Bélgica. El torneo comenzó el 24 de julio de 2015 y finalizó el 29 de mayo de 2016.

## Equipos

### Ascensos y descensos
| Pos. | de la Pro League 2014-15 |
| ---- | ------------------------ |
| 15.º | Círculo de Brujas        |
| 16.º | Lierse SK                |

| Pos.  | de la Segunda División de Bélgica 2014-15 |
| ----- | ----------------------------------------- |
| 1.º   | Oud-Heverlee Leuven                       |
| Prom. | Sint-Truidense                            |

### Equipos
| Club                | Ciudad       | Estadio                        | Capacidad |
| ------------------- | ------------ | ------------------------------ | --------- |
| RSC Anderlecht      | Bruselas     | Estadio Constant Vanden Stock  | 21,000    |
| R. Charleroi SC     | Charleroi    | Stade du Pays de Charleroi     | 14,000    |
| Club Brugge         | Brujas       | Jan Breydel Stadium            | 29,042    |
| Genk                | Genk         | Cristal Arena                  | 24,956    |
| KAA Gent            | Ghent        | Ghelamco Arena                 | 19,999    |
| KV Kortrijk         | Kortrijk     | Guldensporen Stadion           | 9,399     |
| KSC Lokeren         | Lokeren      | Daknamstadion                  | 9,560     |
| KV Mechelen         | Mechelen     | AFAS-Stadion Achter de Kazerne | 13,213    |
| Mouscron-Péruwelz   | Mouscron     | Stade Le Canonnier             | 10,571    |
| KV Oostende         | Ostend       | Albertpark                     | 8,000     |
| Oud-Heverlee Leuven | Lovaina      | Den Dreef                      | 9,493     |
| Sint-Truiden        | Sint-Truiden | Stayen                         | 14,600    |
| Standard Liège      | Liège        | Stade Maurice Dufrasne         | 28,278    |
| Waasland-Beveren    | Beveren      | Freethiel Stadion              | 8,190     |
| KVC Westerlo        | Westerlo     | Het Kuipje                     | 8,035     |
| Zulte Waregem       | Waregem      | Regenboogstadion               | 9,540     |

## Temporada regular
Final de la temporada regular: 13 de marzo de 2016.
| --- | Pos. | Equipos                     | PJ | PG | PE | PP | GF | GC | DIF | PTS |
| --- | ---- | --------------------------- | -- | -- | -- | -- | -- | -- | --- | --- |
|     | 1.   | Club Brujas                 | 30 | 21 | 1  | 8  | 64 | 30 | +34 | 64  |
|     | 2.   | KAA Gent                    | 30 | 17 | 9  | 4  | 56 | 29 | +27 | 60  |
|     | 3.   | RSC Anderlecht              | 30 | 15 | 10 | 5  | 51 | 29 | +22 | 55  |
|     | 4.   | KV Oostende                 | 30 | 14 | 7  | 9  | 55 | 44 | +11 | 49  |
|     | 5.   | KRC Genk                    | 30 | 14 | 6  | 10 | 42 | 30 | +12 | 48  |
|     | 6.   | SV Zulte-Waregem            | 30 | 12 | 7  | 11 | 51 | 50 | +1  | 43  |
|     | 7.   | Standard Lieja              | 30 | 12 | 5  | 13 | 41 | 51 | -10 | 41  |
|     | 8.   | Royal Charleroi SC          | 30 | 10 | 9  | 11 | 36 | 39 | -3  | 39  |
|     | 9.   | KV Kortrijk                 | 30 | 10 | 9  | 11 | 31 | 35 | -4  | 39  |
|     | 10.  | KV Mechelen                 | 30 | 10 | 7  | 13 | 48 | 50 | -2  | 37  |
|     | 11.  | KSC Lokeren Oost-Vlaanderen | 30 | 8  | 10 | 12 | 35 | 40 | -5  | 34  |
|     | 12.  | KV Waasland-Beveren         | 30 | 9  | 6  | 15 | 40 | 57 | -17 | 33  |
|     | 13.  | K. Sint-Truidense VV        | 30 | 8  | 6  | 16 | 28 | 47 | -19 | 30  |
|     | 14.  | Royal Mouscron-Péruwelz     | 30 | 7  | 9  | 14 | 39 | 51 | -12 | 30  |
|     | 15.  | KVC Westerlo                | 30 | 7  | 9  | 14 | 35 | 59 | -24 | 30  |
|     | 16.  | Oud-Heverlee Leuven         | 30 | 7  | 8  | 15 | 42 | 53 | -11 | 29  |

|  | Play-off por el título.                                            |
|  | Play-off por la clasificación a la Liga Europa de la UEFA 2016-17. |
|  | Desciende a la Segunda División de Bélgica.                        |

## Playoff por el título
- Los puntos obtenidos durante la temporada regular se redujeron a la mitad (y se redondearon en caso de puntuación impar) antes del inicio de la postemporada. Como resultado, los equipos comenzaron con los siguientes puntos antes de la postemporada: Brujas 32, Gent 30, Anderlecht 28, Genk 25, Ostende 24 y Zulte Waregem 21 puntos.
- Actualización final el 22 de mayo de 2016.[2]

| --- | Pos. | Equipos          | PJ | PG | PE | PP | GF | GC | DIF | PTS |
| --- | ---- | ---------------- | -- | -- | -- | -- | -- | -- | --- | --- |
|     | 1.   | Club Brujas      | 10 | 7  | 1  | 2  | 25 | 9  | +16 | 54  |
|     | 2.   | RSC Anderlecht   | 10 | 6  | 1  | 3  | 15 | 16 | -1  | 47  |
|     | 3.   | KAA Gent         | 10 | 3  | 3  | 4  | 10 | 15 | -5  | 42  |
|     | 4.   | KRC Genk         | 10 | 5  | 1  | 4  | 20 | 13 | +7  | 40  |
|     | 5.   | KV Oostende      | 10 | 3  | 2  | 5  | 14 | 19 | -5  | 36  |
|     | 6.   | SV Zulte-Waregem | 10 | 1  | 2  | 7  | 11 | 23 | -12 | 27  |

|  | Campeón y clasificado a la fase de grupos de la Liga de Campeones de la UEFA 2016-17. |
|  | Clasificado a la tercera fase previa de la Liga de Campeones de la UEFA 2016-17.      |
|  | Clasificado a la Liga Europea de la UEFA 2016-17.                                     |

## Play-off Europa League

### Grupo A
En el grupo A jugaron los equipos clasificados en los puestos 7.º, 9.º, 12.º y 14.º de la temporada regular.
| --- | Pos. | Equipos                 | PJ | PG | PE | PP | GF | GC | DIF | PTS |
| --- | ---- | ----------------------- | -- | -- | -- | -- | -- | -- | --- | --- |
|     | 1.   | KV Kortrijk             | 6  | 4  | 2  | 0  | 13 | 8  | +7  | 14  |
|     | 2.   | Standard Lieja          | 6  | 3  | 1  | 2  | 8  | 5  | +3  | 10  |
|     | 3.   | Royal Mouscron-Péruwelz | 6  | 1  | 2  | 3  | 5  | 8  | -3  | 5   |
|     | 4.   | KV Waasland-Beveren     | 6  | 1  | 1  | 4  | 3  | 11 | -8  | 4   |

### Grupo B
En el grupo B jugaron los equipos clasificados en los puestos 8.º, 10.º, 11.º y 13.º de la temporada regular.
| --- | Pos. | Equipos                     | PJ | PG | PE | PP | GF | GC | DIF | PTS |
| --- | ---- | --------------------------- | -- | -- | -- | -- | -- | -- | --- | --- |
|     | 1.   | Royal Charleroi SC          | 6  | 3  | 2  | 1  | 13 | 6  | +7  | 11  |
|     | 2.   | KSC Lokeren Oost-Vlaanderen | 6  | 3  | 2  | 1  | 12 | 7  | +5  | 11  |
|     | 3.   | KV Mechelen                 | 6  | 2  | 1  | 3  | 7  | 14 | -7  | 7   |
|     | 4.   | Sint-Truidense              | 6  | 0  | 3  | 3  | 4  | 9  | -5  | 3   |

### Semifinal play-off
Los primeros clasificados de los dos grupos jugarán a partido único en el campo del equipo mejor clasificado en la temporada regular. El ganador se clasifica a la final para optar a un puesto en la tercera ronda clasificatoria de la Liga Europa de la UEFA 2016-17.
| Equipo 1           | Agr.  | Equipo 2    | Ida   | Vuelta |
| ------------------ | ----- | ----------- | ----- | ------ |
| Royal Charleroi SC | 3 - 1 | KV Kortrijk | 1 - 0 | 2 - 1  |

### Final playoff
El vencedor de la semifinal y el cuarto clasificado del playoff por el título jugaron un partido para decidir el equipo que se clasifica para la Liga Europa de la UEFA 2016-17.
| Equipo 1           | Agr.  | Equipo 2 | Ida   | Vuelta |
| ------------------ | ----- | -------- | ----- | ------ |
| Royal Charleroi SC | 3 - 5 | KRC Genk | 2 - 0 | 1 - 5  |

## Goleadores
- Clasificación final
| Pos. | Jugador             | Club           | Goles |
| ---- | ------------------- | -------------- | ----- |
| 1    | Jérémy Perbet       | Charleroi      | 20    |
| 2    | Mbaye Leye          | Zulte Waregem  | 18    |
| 3    | Sofiane Hanni       | KV Mechelen    | 17    |
| 4    | Stefano Okaka       | RSC Anderlecht | 14    |
| 5    | Gohi Bi Zoro Cyriac | KV Oostende    | 13    |
| 5    | Laurent Depoitre    | KAA Gent       | 13    |
| 5    | Abdoulay Diaby      | Club Brugge    | 13    |
| 5    | Frédéric Gounongbe  | Westerlo       | 13    |
| 5    | Sven Kums           | KAA Gent       | 13    |
| 5    | Jelle Vossen        | Club Brugge    | 13    |